# Црквина (Шамац)
Црквина је насељено мјесто у општини Шамац, Република Српска, БиХ. Према попису становништва из 2013. у насељу је живјело 1.225 становника.

## Географија
Насеље Црквина налази се у сјеверном дијелу Републике Српске, у Посавини. У административно — функционалном смислу припада општини Шамац.
Општина Шамац се налази на десној обали ријеке Саве, која је пловна и представља природну границу са Републиком Хрватском. Осим Саве кроз град пролази и ријека Босна, гдје јој је и ушће. Ту је такође настало и општинско средиште 1863. године. Једна од значајних знамености града, у градском језгру, јесте чињеница да су улице у том дијелу града укрштене под правим углом, тако да градско језгро има облик правоугаоника.
Општину Шамац чини мрежа од 23 насељена мјеста, укључујући ту и насеље Црквину. Црквина је лоцирано у сјевероисточном дијелу Републике Српске, у централној Посавини. По нодално — функционалној регионализацији, простор Посавине, заједно са Црквином, припада Добојско — Бијељинској регији. Два центра ове регије су Добој и Бијељина. Црквина је од Добоја удаљена 70 километара, а од Бијељине 105 километара. Према новој регионализацији, припада Добојској мезорегији.
Насеље је смјештено на десној обали ријеке Босне, у правцу југозапад — сјевероисток. У Математичко — географском погледу, се простире се од 45° 01´ 40´´ СГШ до 18° 26´ 11´´ ИГД. Његова површина износи 8,7 km2. По површини је једанаесто, а по броју становника шесто село предратне општине Шамац. Налази се на надморској висини од око 87 метара. Од општинског средишта у чијем се саставу налази Црквина је удаљена 4 километра.
Кроз Црквину пролазе важне друмске и жељезничке саобраћајнице. Неки од важнијих друмских праваца Републике Српске који пролази кроз Црквину јесу магистрални пут који повезује западни и источни дио Републике Српске и пут који иде у правцу Сарајево — Добој — Шамац — Брчко — Бијељина и даље према граничном прелазу са Србијом. Када је ријеч о жељезничком саобраћају, кроз ово насеље пролази и важна саобраћајница са правцем Плоче — Сарајево — Шамац и даље преко граничног прелаза до Винковаца (Република Хрватска), а затим даље према Западној Европи. Од граничног прелаза према Републици Хрватској Црквина је удаљена око 5 километара, а од ауто-пута Загреб — Београд свега 15 километара.

## Историја
Према првим писаним траговима, у турском попису из 1548. године, у жупи (нахији) Ненавиште (Градачац) помиње се село Црквица или Крижевац. Историчари сматрају да је ту заправо ријеч о Црквини. То потврђује и запис од 15. марта 1655. године бискупа Маријана Маравића, који помиње село Црквиште. По тим извјештајима сматра се да је у Црквини од 1548. најдаље до 1685. године живјело католичко становништво.
Према једном предању које је забиљежио етнолог Миленко С. Филиповић, гдје се Црквина некада звала Врљика. Наводно, име је промијенила када су поплаве у село 'донијеле' цркву, па се оно од тада зове Црквина. То није толико и немогуће када се зна да су Турци дозвољавали Србима да праве цркве брвнаре или шеперуше и то само по неким забаченим мјестима. Отуда се у вријеме великих водостаја нека таква црква и нашла у ријеци Босни. Такође се могло десити и у вријеме када је Босна нагло промијенила корито. Међутим, од 1548. па до 1851. године, кад се Црквина у једном документу помиње под данашњим именом, не јављају се нити једна друга имена осим Црквица (Крижевац) и Црквиште. На основу тога основана је тврдња да су се у овом мјесту укрштали важни путеви.
На једној аустријској карти из 1718. године, која је настала након аустријско-турског рата 1716, село је означено као Црквиште. Према многим подацима, оно је тада представљало пуст локалитет који средином осамнаестог вијека почињу да насељавају православни Срби из Херцеговине, Црне Горе, Полимља и Горњег Подриња.
Као стабилно српско село Црквина се оформила већ у првој половини деветнаестог вијека. У једном извјештају Славонске генералкоманде, који је писан у Винковцима 2. марта 1834. године, спомињу се злостављања и хапшења кметова у градачачкој нахији која је спроводио градачачки мутеселим Ахмет-бег Градашчевић. У том извјештају се наводи да је међу ухапшеним био и један мјештанин Црквине, који је након неколико дана, уз откуп, пуштен кући. Становници Црквине плаћали су турским властима харач. То је било у вријеме када су супротности између сељака-кметова и муслиманских бегова биле веома изражене. Оне су се јављале и као посљедица вјерске нетрпељивости, гдје су кметови били сурово терорисани и експлоатисани. Црквина је и у том периоду била средиште класне и националне свијести. Село је постало један од центара организовања побуна и устанака против муслиманског беговата и турске окупационе власти која је све више прибјегавала примјени терора.
Једна од најистакнутијих личности Црквине је Ристо Јејић. Рођен је између 1829. и 1832. године. Био је босански војвода, организатор и вођа сељачких устанака у Босанској Крајини и Босанској Посавини 1858. године. Био је припадник тајних националних организација српске владе у Босни и Херцеговини и члан Славјанофилског комитета у Москви од 1858. до 1863. године. Био је војник са израженим способностима организовања и вођења устаничких одреда, убиједљив политичар и дипломата. Сарађивао је са црногорским кнезом Данилом Петровићем, српским кнезовима Милошем и Михајлом Обреновићем. Такође још једна значајна личност из историје Црквине јесте и свештеник Јаћим Стефановић. Био је посредник између устаника у Босанској Посавини и Кнежевине Србије, из које је преносио упутства за устанак. Био је ангажован за набавку оружја и муниције и у припремама за устанак. Био је турски затвореник 11 година. Цариградска патријаршија је некако успјела да се нагоди са турским властима да се врати кући. Умро је на Крстовдан 1886. године, а иза себе је оставио успомену као један од најчеститијих људи у свом крају.
У том опаком, и за српски народ, веома мучном и тешком периоду гинуло се без кривице и суда. Не постоје тачни подаци колико је Црквина изгубила становника у тим годинама, али се са сигурношћу зна да је била веома борбена и жилава и да је имала способних људи који су жртвовали животе у корист свог народа.
Црквина је као и многа друга српска села на подручју данашње општине Шамац страдала у Првом свјетском рату. И тада су до изражаја дошле српске слободарске тежње људи из овог села. Црквина је у току Првог свјетског рата имала шест бораца Југословенске добровољачке дивизије на Солунском фронт.

### Други свјетски рат
За вријеме Другог свјетског рата Црквина је тешко страдала. У отпору који су пружали агресору, од 6. до 17. априла 1941. године, у њемачко заробљеништво су пали 24 припадника Војске Краљевине Југославије, који су били родом из Црквине. Двојица су тамо и убијена, а двојица су погинула у борбама са Нијемцима, код Велике Плане. Заједно са успоставом владе  Независне Државе Хрватске (НДХ), почео је и терор Павелићевих усташа у Црквини и сусједним селима. На демонстрацијама против потписивања Тројног пакта у селу се окупило више од 200 демонстраната.
Усташки терор у Црквини и околним селима није престајао све до ослобођења земље. Од усташке руке страдало је 36 цивила, међу којима је било и дјеце. У редовима антифашистичког народноослободилачког покрета, живот је дало 19 бораца из Црквине. На крају Другог свјетског рата ово село је остало без својих 55 мјештана, не рачунајући затворенике који су из нацистичких логора отишли у прекоокеанске земље.
Црквина је дала неколико истакнутих активиста антифашистићког покрета, међу којима су Никола Михаљчић, инспиратор антифашистичке борбе на ширем подручју Посавине, затим Марко Душановић, који је дао огроман допринос у оснивању и раду Народноослободилачког одбора, Ђорђе Перић Учо, који је имао веома снажан утицај у народноослободилачком покрету. И данас у дворишту школе постоји споменик подигнут њему у част, што говори колики је он значај и допринос дао овом селу.

### Одбрамбено-отаџбински рат
Црквина је и у грађанском рату у БиХ, који је трајао од 1992. до 1995. године, дала велике жртве за одбрану својих и огњишта српских села у Посавини и на другим подручјима Босне и Херцеговине. За остваривање тих циљева и идеала животе су дала 43 житеља овог села, од тога 35 бораца и 8 цивила. Борци су гинули на бројним ратиштима, не само у Посавини. Највише их је погинуло на линији одбране на гребничком ратишту — петнаест. Од осам цивилних жртава, шест је погинуло од гелера граната које су испаљивање са територије Републике Хрватске, а два лица су извршила самоубиство због погубних утицаја ратних околности. Укупне жртве су 2,52% становника овог села.

## Становништво
Црквина је крајем 1879. године имала 105 кућа и 650 становника. Сви њени становници били су православне вјероисповијести. Године 1885. имала је 115 кућа и 710 становника. Сви су били православне вјероисповијести. Десет година касније (1895), у селу су пописане 132 куће и 814 становника православне вјероисповијести. Године 1910. Црквина је имала 171 кућу и 1.013 становника православне вјероисповијест. У том периоду астроугарске владавине, за разлику од неких других мјеста, у Црквина није било инфилтрирања других етничких група, па ни аустроугарске власти. У попису из 1921. године, имала је 1.012 становника
У селу је, према попису из 1991. године у 537 домаћинстава живјело 1.704 становника, што је сврстава у групу сеоских насеља средње величине . Од тога је Срба 1.581 (92,95%), Југословена 85 (5%), Хрвата 18 (1,1%), осталих 19 (1,12%) и Муслимана 1 (0,06%). Просјечна густина насељености у том периоду износила је 179 становника по километру квадратном. Према укупном броју становника општине Шамац, Црквина је учествовала са 5,17%.
| Демографија | Демографија | Демографија |
| Година      | Становника  | Становника  |
| ----------- | ----------- | ----------- |
| 1948.       | 1.467       |             |
| 1953.       | 1.605       |             |
| 1961.       | 1.618       |             |
| 1971.       | 1.640       |             |
| 1981.       | 1.607       |             |
| 1991.       | 1.704       |             |
| 2013.       | 1.225       |             |